# Eric van der Luer
Alphons Maria Eric Patrick van der Luer (* 16. August 1965 in Maastricht, Niederlande) ist ein niederländischer Fußballtrainer und ehemaliger Profispieler.

## Karriere
Aufgewachsen ist Eric van der Luer in Maastricht in der Provinz Limburg. Dort begann er als Fünfjähriger mit dem Fußballspielen. Sein erster Verein war RKASV Maastricht im Stadtteil Amby. Später spielte er auch schon für die Jugend des Maastrichter Profi-Clubs MVV.
„De kleine blonde dood“ (‚der kleine blonde Tod‘) oder „het dravertje“ (‚der Traber‘), wie van der Luer von den Fans und Journalisten oft genannt wurde, blieb seiner Heimat im Südosten der Niederlande auch die meiste Zeit während seiner Laufbahn als Fußballprofi treu. Seinen ersten Einsatz im Seniorenbereich absolvierte er im Jahr 1982 im Alter von 16 Jahren. Der Mittelfeldspieler, der zuletzt überwiegend zentral defensiv spielte (als so genannter „Sechser“), debütierte für MVV in der Saison 1982/82 in der Eerste Divisie und war bis 1987 fünf Spielzeiten lang bei den Maastrichtern aktiv, mit denen er 1984 in die Eredivisie auf- und zwei Spielzeiten später wieder abstieg. Der erste Kontrakt brachte ihm ein Jahressalär von 7500 Gulden.
Nach fünf Jahren wechselte van der Luer zu Roda JC. 100.000 Gulden zahlten die Kerkrader für ihn an MVV. Zunächst wurde er jedoch für ein Jahr in die belgische Zweite Division zum FC Assent ausgeliehen. Zur Saison 1988/89 kehrte er zurück, wurde bei Roda JC gleich Stammspieler und avancierte bald zum Publikumsliebling in Kerkrade, wo er 14 Spielzeiten aktiv war und seine größten Erfolge feierte. Zweimal gewann er mit dem Team in dieser Zeit den niederländischen Pokal, in den Jahren 1997 und 2000, und wurde 1995 Vizemeister hinter dem AFC Ajax. 
418 Ligaspiele sowie mehr als zwei Dutzend Pokalspiele unter neun Trainern, darunter Huub Stevens und Martin Jol, absolvierte van der Luer für Roda. Auch internationale Erfahrungen konnte er bereits in seiner ersten Spielzeit sammeln: im Europapokal der Pokalsieger 1988/89 erreichte er mit Roda unter Trainer Jan Reker das Viertelfinale, das die Limburger erst nach Elfmeterschießen gegen ZFKA Sredez Sofia verloren; im Rückspiel gegen Sofia erzielte er eins seiner vier Europapokaltore. Auch im Pokalsiegerwettbewerb 1997/98 erreichte Roda – unter anderem mit dem Vereinsrekordsieg in europäischen Wettbewerben mit 10:0 über Hapoel Be’er Scheva – das Viertelfinale. Insgesamt konnte van der Luer mit Roda JC 31-mal im Pokal der Pokalsieger und im UEFA-Pokal antreten. Der Verein gab ihm Ende der 1990er Jahre im Prinzip einen Vertrag auf Lebenszeit, der ihm eine Tätigkeit in der Geschäftsführung und als Trainer im Nachwuchsbereich des Clubs für die Zeit nach seiner aktiven Karriere garantierte.
Zur Saison 2002/03 ging das Roda-Urgestein mit fast 37 Jahren noch ins Ausland – wenn auch nur wenige Kilometer über die Grenze. Eric van der Luer unterschrieb beim damaligen deutschen Zweitligisten Alemannia Aachen. Bei der Alemannia spielte er mit Routiniers wie Karlheinz Pflipsen, Willi Landgraf und seinem Landsmann Erik Meijer. Die Mannschaft belegte zweimal in Folge Platz sechs in der 2. Bundesliga und erreichte mit van der Luer, dem seinerzeit ältesten Profi der Zweiten Liga, 2004 das Pokalfinale, das jedoch mit 2:3 gegen Werder Bremen verloren ging. Das Endspiel in Berlin am 29. Mai 2004, während dessen er in der 83. Minute eingewechselt wurde, war auch das Finale von van der Luers 22-jähriger Profilaufbahn. Allerdings spielte er auch danach weiter Fußball. Als Amateur war er zunächst ein Jahr für den SV Meerssen in Meersen in der Hoofdklasse aktiv und ab Sommer 2005 beim Club Groene Ster im Heerlener Stadtteil Heerlerheide.

### Nationalmannschaft
Als Jugendlicher spielte Eric van der Luer, damals noch Stürmer, in der niederländischen Jugendauswahl, die sich für die EM 1982 in Russland qualifizierte, dort aber nicht teilnehmen durfte. Im Seniorenbereich erhielt van der Luer 1995 zweimal die Gelegenheit, sich das Oranje-Trikot überzustreifen. Bondscoach Guus Hiddink, der das Amt im Januar 1995 von Dick Advocaat übernommen hatte, testete im Freundschaftsspiel gegen Portugal am 22. Februar 1995 in Eindhoven vier Neulinge; Frank Verlaat, Michel Kreek und Edwin Vurens standen in der Startformation; van der Luer kam nach der Halbzeit für Vurens ins Spiel. Die Niederländer verloren 0:1. Auch im folgenden EM-Qualifikationsspiel gegen Malta in Rotterdam saß van der Luer zunächst auf der Bank und wurde beim 4:0-Sieg erst nach einer Stunde für Bryan Roy eingewechselt. 
Zu mehr Länderspielen kam der mittlerweile 29-Jährige nicht. Dies lag nicht zuletzt daran, dass auf seiner Position mit Spielern wie Frank Rijkaard vor 1995 oder anschließend mit den ein Jahrzehnt jüngeren Clarence Seedorf und Edgar Davids meist Weltklassespieler im Kader der Oranje-Elf standen.

## Trainer
Nach Ende seiner aktiven Zeit kehrte van der Luer zu Roda JC zurück. Hier arbeitete er zunächst im Management und bald auch als Nachwuchstrainer und Scout. Zur Saison 2008/09 wechselte er erneut zur Alemannia nach Aachen, bei der er zunächst als Amateurtrainer tätig wurde. Im Jahre 2010 nahm er beim KNVB in Zeist am Lehrgang für die niederländische Trainerlizenz teil, während dessen er ein kurzes Praktikum bei seinem Landsmann Louis van Gaal, zu dieser Zeit Trainer des FC Bayern München, absolvierte. Zur Saison 2010/11 wurde er Co-Trainer der Alemannia, die mit Peter Hyballa als Cheftrainer in dieser Spielzeit Zehnter wurde. Als der Zweitligist sich in der folgenden Spielzeit nach sieben Spieltagen mit nur einem erzielten Treffer und drei Punkten am Tabellenende wiederfand, wurden Hyballa und van der Luer im September 2011 beurlaubt.
Von der Saison 2012/13 bis März 2014 war van der Luer Cheftrainer des KFC Uerdingen und stieg mit dem Klub am Ende der Spielzeit von der Ober- in die Regionalliga auf. Dabei holten die Krefelder unter van der Luers Regie 96 Punkte und erzielten 98 Tore. Am 28. März 2014 trennte sich der KFC mit sofortiger Wirkung von van der Luer.